# Fundação Dorina Nowill
A Fundação Dorina Nowill para Cegos é uma instituição filantrópica brasileira que visa facilitar a inclusão de crianças, jovens e adultos cegos e com baixa visão, por meio de serviços gratuitos e especializados. Fundada em 1946 por Dorina Nowill com apoio de amigos e pessoas interessadas, a "Fundação para o Livro do Cego no Brasil", como era conhecida, tinha como objetivo principal produzir e distribuir gratuitamente livros em Braille. Este era o principal objetivo de Dorina, que ficou cega aos 17 anos e sentiu falta de livros em braille no Brasil e foi buscar recursos e ferramentas no exterior. A iniciativa recebeu apoio do governo e a ajuda financeira e técnica da American Foundation for the Overseas Blind. Em 1991, o nome mudou para Fundação Dorina Nowill para Cegos.
Atualmente, além dos livros em braille, a instituição também produz livros em áudio, fonte ampliada e em formato digital acessível Daisy. A instituição dispõe de uma moderna imprensa Braille que produz para distribuição gratuita livros em braille, de diferentes gêneros e autores, para mais de 2500 escolas, organizações, associações e bibliotecas que atendem ao público com deficiência visual. Além do acesso à cultura e informação por meio dos materiais acessíveis e quem passa pela Fundação Dorina recebe atendimentos personalizados de reabilitação e educação especial, atendimento psicológico, programas de empregabilidade, fisioterapia, entre outros atendimentos. O objetivo é que as pessoas que passam pela Fundação Dorina tenham mais autonomia e independência em suas atividades diárias.
Há também uma área responsável pela inclusão de pessoas com deficiência no mercado de trabalho, dando suporte às empresas que querem contratar levando em consideração a pessoa/profissional e não a sua deficiência. A Fundação Dorina também atende a demandas de consultorias, serviços e produtos acessíveis, como transcrição de cardápios, projetos de audiodescrição para diferentes ocasiões, consultorias a estabelecimentos sobre como receber uma pessoa com deficiência visual, entre outros.
Dorina de Govêa Nowill, faleceu em 2010 aos 91 anos.